# Metaphycus stagnarum
Metaphycus stagnarum är en stekelart som beskrevs av Hoffer 1954. Metaphycus stagnarum ingår i släktet Metaphycus och familjen sköldlussteklar. Inga underarter finns listade i Catalogue of Life.